# ويليام جي. شنايدر
ويليام جي. شنايدر هو فيزيائي وكيميائي كندي، ولد في 1 يونيو 1915، وتوفي في 18 فبراير 2013.